# Signe Relander
Signe Maria Relander, född Österman 19 augusti 1886 i Helsingfors, död där 31 maj 1962, var en finländsk presidenthustru.
Relander träffade sin blivande make Lauri Kristian Relander redan när hon gick i en svenskspråkig flickskola i Helsingfors. Paret gifte sig 1906 och bosatte sig i Dickursby, där de fick två barn. Tack vare sina språkkunskaper och sitt sinne för elegans var hon en mycket representativ presidenthustru, men tog aldrig själv ställning till politiska frågor.